# Evolution: The World of Sacred Device
Evolution: The World of Sacred Device (яп. 神機世界エヴォリューション синкисекай эворю:сён) — японская ролевая игра, разработанная компанией Sting Entertainment и изданная Entertainment Software Publishing в Японии и Ubi Soft в Европе и Северной Америке. Выход игры состоялся в 1999 году на Dreamcast. В 2000 году была выпущена версия для Neo Geo Pocket Color под названием Evolution: Eternal Dungeons (яп. 神機世界エヴォリューション 〜はてしないダンジョン〜 синкисекай эворю:сён 〜хатэсинаи дандзён〜).

## Игровой процесс

Скриншот игрового процесса, демонстрирующий сражение с боссом. Вверху слева — список доступных действий, справа — очерёдность ходов, внизу — портреты персонажей и показатели их жизни и очков навыков.

Evolution: The World of Sacred Device представляет собой ролевую игру с управлением отрядом персонажей. Основной игровой процесс заключается в исследовании процедурно генерируемых подземелий. Все локации изначально доступны на карте, и игрок может сам выбирать, в каком порядке их проходить; при этом в каждом последующем подземелье количество этажей увеличивается. Также доступна мирная локация — Паннам, где можно продавать и покупать предметы, прокачивать персонажей, общаться с NPC и менять состав отряда.
В подземельях игрок может сражаться с врагами и находить сундуки с сокровищами. На уровнях также встречаются ловушки, которые могут накладывать как отрицательные, так и положительные статусы на персонажей. В определённых местах расположены телепорты, позволяющие вернуться в город.
Бой начинается, когда отряд сталкивается на уровне с противником. Сражения проходят в пошаговом режиме. Персонажи игрока размещаются на сетке 3×3; позиция влияет на атаку, защиту и время между ходами. Каждый персонаж в свой ход может атаковать врага, использовать навык или расходный предмет, переместиться в другой ряд или защититься от атак. За победу в сражениях отряд получает опыт, повышающий уровень, и очки техники, позволяющие изучить новые навыки.

## Сюжет
Действие Evolution: The World of Sacred Device происходит в мире, где некогда существовала развитая цивилизация, исчезнувшая за несколько тысяч лет до событий игры. Исследованием руин этой цивилизации занимается организация под названием «Общество», в которой состоят различные искатели приключений; многие из них используют для этого Сайфреймы (англ. Cyframe) — древние реликвии, найденные в руинах.
Главными героями игры являются Маг Лончер (англ. Mag Launcher), потомственный искатель приключений, чьи родители пропали во время одного из своих исследований, и Линеар Кэннон (англ. Linear Cannon), загадочная молчаливая девушка, однажды появившаяся на пороге дома Мага с письмом от его отца, в котором тот просил её защитить. К ним по ходу сюжета присоединяются Гре Нэйд (англ. Gre Nade), дворецкий семьи Лончеров, Чейн Ган (англ. Chain Gun), охотница за сокровищами из семьи соперников Лончеров, и Пеппер Бокс (англ. Pepper Box), искательница приключений, приехавшая из другой страны. Основными антагонистами выступают солдаты 8-й Имперской армии под командованием принца Юджина, ищущие легендарный Сайфрейм, известный как Эволюция.

## Отзывы
| Сводный рейтинг    | Сводный рейтинг |
| Агрегатор          | Оценка          |
| ------------------ | --------------- |
| GameRankings       | 66,68 %         |
| Иноязычные издания |                 |
| Издание            | Оценка          |
| AllGame            | [ 11 ]          |
| CVG                | [ 12 ]          |
| EGM                | 5,25/10         |
| Game Informer      | 7/10            |
| GameRevolution     | C+              |
| GameSpot           | 7,1/10          |
| IGN                | 6,5/10          |
| Jeuxvideo.com      | 12/20           |
| Next Generation    | [ 18 ]          |
| RPGFan             | 70 %            |

Игра получила смешанные отзывы критиков. Средний балл на агрегаторе GameRankings составил 66,68 % на основе 19 рецензий.
По мнению обозревателя Allgame Джонатана Ликаты, Evolution: The World of Sacred Device, будучи первой ролевой игрой на 128-битной игровой системе, не оправдывает возложенных на неё ожиданий. Рецензенты Electronic Gaming Monthly отметили, что из-за процедурной генерации подземелья получились однообразными. Че Чау также высказал мнение, что боевая система и прокачка в игре схожи с таковыми из серии Grandia, но не так хорошо проработаны. Битвы удостоились похвалы от обозревателя GameSpot Кристиана Натта за тактическую глубину. Рецензент IGN Ануп Гантаят назвал в числе достоинств геймплея возможность прокачки и кастомизации Сайфреймов.
Энди Макнамара из Game Informer раскритиковал сюжет: по его мнению, «история о пареньке, пытающемся стать искателем приключений, так же избита, как шутки Клинтона». Обозреватель сайта GameRevolution, напротив, отнёс сюжет к достоинствам игры, но указал на плохую проработку персонажей.
Графика также удостоилась неоднозначных отзывов: по мнению Натта, битвы с точки зрения визуального ряда превосходят Final Fantasy VIII, но подземелья выглядят скучно и утилитарно. Джефф Ландриган из Next Generation высоко оценил графику, назвав её главным достоинством игры.

## Продолжение
Сиквел игры, Evolution 2: Far Off Promise, вышел на Dreamcast в декабре 1999 года в Японии, в 2000 году — в Северной Америке и в 2001 — в Европе. В 2002 году на GameCube была выпущена Evolution Worlds — компиляция обеих частей с переработанными графикой и звуком.